# 2-Arachidonyloglicerol
2-Arachidonyloglicerol, 2-AG – organiczny związek chemiczny z grupy endokannabinoidów, agonista receptora CB1. Jest estrem kwasu tłuszczowego omega-6 (kwasu arachidonowego) i glicerolu.